# Ханс Хайнрих фон Бюлов
Ханс Хайнрих фон Бюлов (на немски: Hans Heinrich von Bülow; * 2 юли 1593; † 4 март 1653) е благородник от род фон Бюлов, княжески мекленбургски амтс-хауптман в Нойкалден, Голдберг, Гадебуш и Темпцин.
Той е най-малкият син (от осем деца) на Бартхолд фон Бюлов ’Стари’ (1533 – 1621), наследствен господар в Холцдорф и Хундорф, и втората му съпруга Гьодел фон Даненберг, дъщеря на Хайнрих фон Даненберг и Урсула фон Шак. Полубрат е на Хартвиг фон Бюлов († 1606), и брат на Бартолд фон Бюлов (1591 – 1620), херцогски мекленбургски съветник, и Детлоф фон Бюлов († 1662).
Понеже майка му умира рано, баща му поема възпитанеието на синовете си. Той им дава частни учители. По-късно той и братята му са изпратени на училище в Любек. Понеже баща му забелязва, че той няма интерес за науките, го изпраща на 12 години при графа на Олденбург, където става полковник и по негово нареждане е изпратен в Англия. През 1616 г. баща му го извиква при себе си в Хундорф. По негов съвет той се жени на 21 юлии 1619 г.

## Фамилия
Ханс Хайнрих фон Бюлов се жени на 21 юли 1619 г. в Холторф за Маргарета фон Оертцен (* 19 януари 1602 в Клагсторф; † 25 ноември 1652), дъщеря на княжеския мекленбургски хауптман Юрген фон Оертцен (1589 – 1618) и Анна фон дер Виш († 1616). Те имат 13 деца от тях 10 сина, между тях :: 
- Хартвиг фон Бюлов (1634 – 1688), женен за Анна Мария фон Бюлов († 1695); имат син
- Бартолд фон Бюлов (* 1620; † 17 ноември 1694, Фредериксорт), генерал-майор, женен I.за Йоахима Доротея фон Шпьоркен (1637 – 1665); имат син и дъщеря; II. за Анна Елизабет фон Хитцакер